# Anancylus birmanicus
Anancylus birmanicus är en skalbaggsart som beskrevs av Stefan von Breuning 1935. Anancylus birmanicus ingår i släktet Anancylus och familjen långhorningar.
Artens utbredningsområde är Burma. Inga underarter finns listade i Catalogue of Life.